# Jungle Trailblazer (Oriental Heritage, Ningbo)
Jungle Trailblazer, chinesisch: 丛林飞龙, ist eine Holzachterbahn des Herstellers Martin & Vleminckx im Oriental Heritage bei Ningbo in China, die am 16. April 2016 eröffnet wurde.
Die 995 m lange Strecke erreicht eine Höhe von 32,3 m und verfügt über eine 31,7 m hohe erste Abfahrt von 62°. Außerdem besitzt sie als Inversion einen Korkenzieher.

## Züge
Jungle Trailblazer besitzt zwei Züge des Herstellers Gravitykraft Corporation mit jeweils zwölf Wagen. In jedem Wagen können zwei Personen (eine Reihe) Platz nehmen.